# Středočeská 1. liga 1925/1926
Středočeská 1. liga 1925/26 byla druhým oficiálním ročníkem československé fotbalové ligy. Soutěž vyhrál tým AC Sparta Praha, a zajistil si tak 4. mistrovský titul. Středočeská 1. liga se hrála dvoukolově systémem jaro/podzim. Ze druhé ligy postoupily SK Kladno, SK Čechie Praha VIII a Slavoj Žižkov, naopak DFC Prag soutěž opustil.

## Konečná tabulka Středočeské 1. ligy 1925/26
| Poř. | Tým                  | Z  | V  | R | P  | VG  | OG  | B  |
| ---- | -------------------- | -- | -- | - | -- | --- | --- | -- |
| 1.   | AC Sparta Praha      | 22 | 18 | 3 | 1  | 97  | 24  | 39 |
| 2.   | SK Slavia Praha      | 22 | 18 | 2 | 2  | 112 | 25  | 38 |
| 3.   | SK Viktoria Žižkov   | 22 | 16 | 3 | 3  | 91  | 31  | 35 |
| 4.   | Nuselský SK          | 22 | 12 | 3 | 7  | 61  | 49  | 27 |
| 5.   | ČAFC Vinohrady       | 22 | 11 | 3 | 8  | 52  | 52  | 25 |
| 6.   | AFK Vršovice         | 22 | 9  | 5 | 8  | 57  | 42  | 23 |
| 7.   | SK Meteor Praha VIII | 22 | 10 | 2 | 10 | 65  | 76  | 22 |
| 8.   | SK Kladno            | 22 | 9  | 2 | 11 | 63  | 67  | 20 |
| 9.   | SK Čechie Karlín     | 22 | 6  | 2 | 14 | 58  | 78  | 14 |
| 10.  | SK Libeň             | 22 | 5  | 2 | 15 | 40  | 92  | 12 |
| 11.  | Slavoj Žižkov        | 22 | 2  | 1 | 19 | 28  | 89  | 5  |
| 12.  | SK Čechie Praha VIII | 22 | 1  | 2 | 19 | 23  | 122 | 4  |

Poznámky:
- Z = Odehrané zápasy; V = Vítězství; R = Remízy; P = Prohry; VG = Vstřelené góly; OG = Obdržené góly; B = Body

|  | Vítěz  |
|  | Sestup |

## Rekapitulace soutěže
| Československá fotbalová liga 1925/26    |                            |
|                                          |                            |
| Ocenění                                  |                            |
| Vítěz                                    | AC Sparta Praha (4. titul) |
| Vítěz domácího poháru                    |                            |
| Středočeský pohár                        | SK Slavia Praha            |
| Pohyb v soutěži                          |                            |
| Sestupující do II. ligy                  | SK Čechie Karlín           |
|                                          | SK Libeň                   |
|                                          | Slavoj Žižkov              |
|                                          | SK Čechie Praha VIII       |
| Nejlepší střelec                         |                            |
| Jan Dvořáček (AC Sparta Praha) – 32 gólů |                            |

## Zápasy

### AC Sparta
Soupiska:
František Hochmann I (18/0/5),
Antonín Kaliba (4/0/2) –
Antonín Carvan (1/0),
Jaroslav Červený I (20/3),
Jan Dvořáček (18/32),
Otto Fleischmann (1/0),
Ferdinand Hajný (16/9),
Antonín Hojer I (17/8),
Josef Horejs (13/3),
František Hrubý (8/0),
František Kolenatý (17/0),
Josef Maloun (1/0),
Josef Miclík (8/7),
Josef Mika (1/0),
Antonín Moudrý (1/0),
Antonín Perner (18/2),
Karel Pešek (16/0),
Jaroslav Poláček (14/13),
Josef Sedláček I (13/6),
Alfréd Schaffer (7/3),
Václav Staněk (2/2),
Karel Steiner (12/0),
Josef Šíma (8/9),
Jan Šíma-Šána (2/0),
Otto Šimonek (5/0),
Josef Tichý (1/0) –
trenér Václav Špindler
- SK Slavia 3:2, 1:3
- Viktoria Žižkov 3:0, 5:1
- Nuselský SK 3:0, 2:2
- ČAFC Vinohrady 2:0, 6:1
- AFK Vršovice 2:1, 3:2
- Meteor VIII 7:1, 1:1
- SK Kladno 6:2, 5:1
- Čechie Karlín 3:3, 3:1
- SK Libeň 10:1, 6:0
- Slavoj Žižkov 8:0, 6:0
- Čechie VIII 8:2, 4:0

### SK Slavia
Soupiska:
František Plánička (21/0/6),
Josef Sloup-Štaplík (1/0/0) –
Josef Čapek (9/11),
Josef Čtyřoký (1/0),
František Dobiáš (12/3),
Emanuel Hliňák (8/0),
František Hojer (13/9),
Jaroslav Hübš-Javornický (1/1),
Josef Kratochvíl (17/4),
Josef Kuchař I (5/0),
Zdeněk Kummermann-Kumr (14/0),
Karel Nytl (4/0),
Josef Pleticha (22/3),
František Plodr (17/0),
Karel Podrazil (9/4),
Antonín Puč (15/16),
Emil Seifert (13/0),
Josef Silný (19/24),
Rudolf Sloup-Štapl (1/0),
František Svoboda (3/3),
Otto Šimonek (5/3),
Antonín Šindelář (1/0),
Jindřich Šoltys (20/25),
Antonín Štěpánek (1/0),
Ferdinand Üblacker (1/0),
Jan Vaník (3/6),
Antonín Vodička (12/0) –
trenér John William Madden
- Viktoria Žižkov 2:2, 2:2
- Nuselský SK 6:0, 5:2
- ČAFC Vinohrady 4:1, 4:1
- AFK Vršovice 3:0, 1:2
- Meteor VIII 6:2, 7:1
- SK Kladno 6:0, 3:1
- Čechie Karlín 8:1, 6:0
- SK Libeň 5:1, 7:3
- Slavoj Žižkov 6:0, 6:1
- Čechie VIII 9:1, 11:0

### Viktoria Žižkov
Soupiska:
Václav Benda I (17/0/1),
Ladislav Linhart I (6/0/4) –
Antonín Carvan (18/9),
Josef Goldhamer (1/0),
Josef Jelínek I (21/8),
Bohumil Joska (6/3),
Antonín Klicpera (3/0),
Vilém König (20/0),
Antonín Křišťál (15/24),
Ladislav Linhart I (1/0),
Jiří Mareš (17/8),
Ladislav Matuš (14/0),
Karel Meduna (19/16),
Otto Novák (15/17),
Karel Severin (6/4),
František Stehlík (22/0),
Josef Suchý (6/0),
Vojtěch Sýbal-Mikše (15/0),
Ladislav Škof (1/0),
Vojtěch Šťastný (4/0),
Václav Vaník-Váňa (10/2),
Ladislav Ženíšek (9/0) –
trenér Josef Bělka
- Nuselský SK 3:0, 3:4
- ČAFC Vinohrady 3:0, 8:1
- AFK Vršovice 2:1, 1:1
- Meteor VIII 7:0, 3:0
- SK Kladno 4:1, 9:1
- Čechie Karlín 5:2, 3:1
- SK Libeň 4:2, 7:1
- Slavoj Žižkov 2:1, 7:1
- Čechie VIII 8:0, 8:2

### Nuselský SK
Soupiska:
Jindřich Hocke (21/0/2),
Jaroslav Papoušek (1/0/0) –
Václav Baštýř (8/1),
Jan Březina (2/0),
Josef Hárovník (1/0),
Josef Hora (1/0),
Jan Jansa (21/17),
Antonín Klika (1/0),
Jaromír Kocourek (21/13),
Antonín Kudrna (19/1),
Karel Langhans (1/0),
Antonín Lebl (2/1),
Alois Nikl (8/3),
Oldřich Pečenka (2/1),
Bohumil Ruml (17/7),
Rudolf Slíva (15/0),
Jaroslav Srba (21/10),
Alois Stejskal (1/0),
Josef Susa (12/2),
Karel Šamonil (20/0),
František Škvor (17/2),
Jan Švarc (10/0),
Jaroslav Veselský (2/0),
Ladislav Veselský (2/0),
Václav Wolf (19/1) –
trenér Karel Vlk
- AC Sparta 0:3, 2:2
- Viktoria Žižkov 0:3, 4:3
- ČAFC Vinohrady 2:4, 2:1
- AFK Vršovice 3:2, 1:1
- Meteor VIII 1:3, 5:3
- SK Kladno 6:2, 1:2
- Čechie Karlín 4:2, 2:1
- SK Libeň 5:2, 2:2
- Slavoj Žižkov 5:2, 4:0
- Čechie VIII 9:1, 1:0

### ČAFC Vinohrady
Soupiska:
Josef Hátle (3/0/0),
Vojtěch Král (8/0/1),
Josef Příhoda (11/0/1) –
František Barták (1/0),
František Braňka (3/0),
Karel Čipera (22/2),
Josef Epstein (1/0),
Emanuel Hliňák (2/0),
Miroslav Hubka (20/0),
Václav Karas (3/0),
Emil Kašpar (12/10),
Jaroslav Kašpar (21/1),
Jan Klíma (10/1),
Jaroslav Kubáček (3/0),
Antonín Nosek (10/4),
Karel Nytl (1/0),
Jiří Pácalt (10/1),
František Pechar (11/1),
Václav Pechar (2/0),
Václav Pilát (14/2),
Antonín Rezek (9/9),
Jaroslav Růžička (12/1),
Rudolf Sloup-Štapl (4/12),
Miroslav Soukup (3/0),
Miloslav Špičák (15/3),
Antonín Švejnoha (14/5),
Josef Švejnoha (2/0),
Josef Tichý (8/0),
Petr Zelenka-Perry (7/0) –
trenér František Zoubek
- AFK Vršovice 4:0, 0:3
- Meteor VIII 3:1, 4:3
- SK Kladno 1:1, 2:1
- Čechie Karlín 2:1, 7:1
- SK Libeň 2:1, 2:2
- Slavoj Žižkov 3:2, 6:3
- Čechie VIII 7:2, 0:0

### AFK Vršovice
Soupiska:
Vladimír Bělík (20/0/3),
Jan Šincl (1/0/0) –
Karel Bejbl (3/5),
Josef Bělík (2/0),
Jan Eisner (1/0),
Tomáš Fleischhans (1/0),
Václav Hallinger (13/13),
Oldřich Havlín (15/5),
Jaroslav Havrda (3/1),
František Hochmann II (20/5),
Jaroslav Hübš-Javornický (12/5),
Antonín Kašpar (17/0),
Jan Knížek (19/7),
František Krejčí (19/0),
Jaroslav Kučera I (4/0),
Vladimír Mašata (2/0),
Václav Pinc (17/2),
Jaroslav Průšek (15/0),
Václav Rubeš (5/2),
Josef Řožníček (1/0),
Ota Štulc (1/0),
Emil Tichay (12/0),
Antonín Tomeš (6/0),
Jan Vlček I (4/1),
Jan Wimmer (20/7) –
trenér Otto Bohata
- není započítáno kontumované utkání se Slavojem Žižkov
- Meteor VIII 8:2, 3:3
- SK Kladno 4:6, 1:1
- Čechie Karlín 4:5, 2:2
- SK Libeň 6:1, 2:0
- Slavoj Žižkov 3:0k, 2:1
- Čechie VIII 4:1, 5:0

### SK Meteor Praha VIII
Soupiska:
Jaromír Balcar (4/0/0),
Karel Graser (3/0/0),
Rudolf Kulhánek (1/0/0),
Antonín Novák (1/0/0),
Antonín Tranta (13/0/1) –
Jiří Bartůněk (20/3),
Josef Buriánek (10/0),
Josef Čepelák (15/3),
Václav Čepelák I (22/0),
Stanislav Čermák (1/0),
Eduard Číp (8/3),
Jaroslav Hasman (12/5),
Josef Janovský (20/3),
Oldřich Král (15/8),
Emil Morávek (3/0),
František Mrkvička (1/0),
Antonín Němeček (1/0),
Václav Pavlín (8/0),
Josef Petr (1/0),
František Rozvoda (21/6),
František Ryšavý (15/6),
Maxmilián Schiessl-Máca (19/19),
Ferdinand Škoda (5/0),
Josef Tengler (12/0),
Jan Tošner (3/0),
Karel Zeman (8/8) –
trenér Jaroslav Široký
- SK Kladno 3:1, 4:3
- Čechie Karlín 6:3, 2:1
- SK Libeň 3:0, 3:2
- Slavoj Žižkov 9:1, 3:2
- Čechie VIII 8:3, 4:5

### SK Kladno
Soupiska:
Ladislav Štorek (22/0/2) –
František Biskup (7/1),
Rudolf Eberle (1/0),
Miloslav Hlavatý (13/0),
Jaroslav Horák (18/0),
Ladislav Hrabě (11/10),
Alois Hyka (5/1),
Karel Klvaň (4/0),
Jaroslav Kodera (7/0),
Jaroslav Koubek (16/8),
Jaroslav Kozel (10/2),
Karel Kraus (20/9),
Jaroslav Ladman (13/21),
Hugo Laitner (14/0),
Václav Mařík (10/0),
Rudolf Mikovec (1/0),
František Nejedlý (1/0),
Jaroslav Otcovský (9/3),
František Purkyt (9/0),
František Sládek (1/0),
Josef Sýkora I (7/0),
Oldřich Šesták (1/0),
Josef Šulc (20/2),
Ferdinand Üblacker (9/0),
Tomáš Üblacker (5/0),
Josef Vocásek (9/5) –
trenér Bohumil Klvaň
- Čechie Karlín 6:3, 4:3
- SK Libeň 1:3, 9:1
- Slavoj Žižkov 4:1, 5:1
- Čechie VIII 7:0, 4:0

### SK Čechie Karlín
Soupiska:
František Homola I (19/0/2),
Karel Mitterwald (3/0/0) –
Vlastimil Borecký (2/0),
Josef Dvořák-Cikán (7/1),
Jaroslav Havrda (5/0),
Antonín Hliňák (1/0),
Rudolf Jandák (2/0),
František Junek (8/0),
Jaroslav Kalenský (1/0),
Jaroslav Karas (12/2),
Karel Kliment (3/0),
Karel Kučera (16/0),
Leon Löbl (5/1),
Jan Mrskoč (4/2),
Emil Paulin (19/11),
Jan Paulin (17/1),
Oldřich Pečenka (2/0),
Bohumil Pospíšil I (3/0),
Jiří Potoček (17/0),
Antonín Ptáček (13/0),
Antonín Rohlíček (1/0),
Jaroslav Schiessl (11/4),
Jan Sláma (2/0),
Antonín Strnad (6/2),
Jiří Šulc (19/10),
František Tomek (15/13),
Jaroslav Vlček I (12/8),
František Vodička (6/0),
Josef Vučka (1/0) –
trenér ...
- není započítáno kontumované utkání se Slavojem Žižkov
- SK Libeň 6:2, 2:6
- Slavoj Žižkov 3:0k, 3:0
- Čechie VIII 10:0, 4:3

### SK Libeň
Soupiska:
Václav Houdek (5/0/1),
Antonín Pelcner (17/0/0) –
Josef Dráb (14/0),
Ladislav Dvořák (3/0),
Václav Fára (16/0),
Vladislav Hájek (15/1),
Jaroslav Heřman (21/16),
Václav Hrubý (12/3),
Karel Jehlička (17/7),
Karel Kačírek (13/1),
Antonín Klicpera (10/1),
Jaroslav Kopský (1/0),
Karel Kovařík (14/1),
Václav Kristen (4/0),
Václav Křížek (21/2),
Jaroslav Kuželka (4/0),
Věkoslav Kyncl (1/0),
Josef Maloun (13/0),
Josef Nehasil (7/5),
František Petřina (2/0),
Václav Rohlík (2/0),
Karel Sojka (1/0),
František Špička (4/1),
Josef Turek-Žonek (15/0),
František Valeš (2/0),
Jaroslav Záběhlický (6/1) -
trenér ...
- Slavoj Žižkov 3:2, 0:6
- Čechie VIII 5:2, 2:0

### Slavoj Žižkov
Soupiska:
Václav Bürger (9/0/1),
Jaroslav Moučka (11/0/0) –
Josef Barták (9/2),
František Blažek (8/4),
Rudolf Bürger (3/0),
Josef Čvančara (5/0),
Karel Dubský (15/1),
Antonín Duda (2/0),
Antonín Houk (1/2),
Otto Kára (14/6),
Jaroslav Kučera II (18/2),
Bohuslav Morávek (18/5),
František Polák I (14/2),
Rudolf Prošek (1/0),
Jaroslav Síkora (18/0),
Karel Svoboda (15/2),
Václav Šmejkal (20/1),
Antonín Tomeš (10/0),
Antonín Vlk (5/0),
Oldřich Vošický (6/0),
Karel Zahradník (2/0),
Bohumil Zimmermann (16/1) –
trenér ...
- nejsou započítána dvě kontumovaná utkání s Vršovicemi a Karlínem
- Čechie VIII 3:0, 1:1

### SK Čechie Praha VIII
Soupiska:
Karel Štěpánek (11/0/0),
Jan Venhoda (11/0/1) –
Václav Burda (6/2),
Josef Čermák (11/3),
František Frič (4/0),
Karel Kácl (12/0),
František Karel (21/0),
Oldřich Komorous (2/0),
Alois Mareš (19/0),
Ottokar Mareš (3/0),
Antonín Mašat (16/7),
Miloslav Nigrin (5/0),
Václav Petrák (20/4),
Josef Porkát (22/0),
Bohumil Pospíšil (14/1),
Václav Prchal (4/0),
Rudolf Rus (15/1),
Emanuel Šesták (19/4),
Jindřich Štochl (21/0),
Bohumil Vokáč (4/1) –
trenér ...
Vysvětlivky: odehrané zápasy/vstřelené branky/zápasy s čistým kontem

## Nejlepší střelci
| Poř. | Hráč               | Klub                 | Branky |
| ---- | ------------------ | -------------------- | ------ |
| 1.   | Jan Dvořáček       | AC Sparta Praha      | 32     |
| 2.   | Jindřich Šoltys    | SK Slavia Praha      | 25     |
| 3.   | Josef Silný        | SK Slavia Praha      | 24     |
| 4.   | Antonín Křišťál    | SK Viktoria Žižkov   | 24     |
| 5.   | Jaroslav Ladman    | SK Kladno            | 21     |
| 6.   | Maxmilián Schiessl | SK Meteor Praha VIII | 19     |
| 7.   | Otto Novák         | SK Viktoria Žižkov   | 17     |
| 8.   | Jan Jansa          | Nuselský SK          | 17     |
| 9.   | Antonín Puč        | SK Slavia Praha      | 16     |
| 10.  | Jaroslav Heřman    | SK Libeň             | 16     |
| 11.  | Karel Meduna       | SK Viktoria Žižkov   | 16     |

## Po sezoně
Sestoupily týmy Čechie Karlín, SK Libeň, Slavoj Žižkov a Čechie VIII. Následující sezona se odehrála jako kvalifikační soutěž první ligy, a to na jaře.